# Feliks Błaszkiewicz
Feliks Błaszkiewicz (ur. 10 lipca 1893 w Samborze, zm. 4 lutego 1920 w Tarnopolu) – podporucznik obserwator Wojska Polskiego, kawaler Orderu Virtuti Militari. 

## Życiorys
Urodził się jako  syn Piotra i Ewy z Czajkowskich. Po ukończeniu gimnazjum w rodzinnym Samborze rozpoczął studia na Politechnice Lwowskiej. 9 czerwca 1915 roku został powołany do cesarskiej i królewskiej armii do 77 pułku piechoty, a w okresie wrzesień–październik ukończył szkołę oficerską. Od 1 stycznia 1916 podczas walk na froncie pod Czerniowcami pełnił obowiązki dowódcy plutonu karabinów maszynowych. Od czerwca 1916 roku służył w c. i k. lotnictwie. W okresie od 1 czerwca 1916 do 1 sierpnia 1917 przebywał w Wiedniu na kursie technicznym lotnictwa. W międzyczasie został mianowany podporucznikiem rezerwy ze starszeństwem z 1 stycznia 1917 w korpusie oficerów piechoty, a jego oddziałem macierzystym był nadal 77 pp. Po ukończeniu kursu od 1 sierpnia 1917 pełnił służbę w 5 parku lotniczym, a następnie 1 lipca 1918 został przeniesiony do 47 kompanii lotniczej w której wykonywał obowiązki oficera technicznego do 1 października 1918. W 1918 roku został odesłany do szpitala w Samborze skąd przez front ukraiński przedostał się do Wojska Polskiego. Od 24 maja 1919 roku służył w 6 eskadrze wywiadowczej. W 1920 otrzymał awans na stopień porucznika.
Brał udział w wojnie polsko-bolszewickiej. 4 lutego 1920 roku w czasie lotu wywiadowczego został zestrzelony razem z dowódcą eskadry, porucznikiem pilotem Kazimierzem Swoszowskim.

## Ordery i odznaczenia
- Krzyż Srebrny Orderu Wojskowego Virtuti Militari nr 8132 – pośmiertnie 27 lipca 1922[8]
- Polowa Odznaka Obserwatora – pośmiertnie 11 listopada 1928 roku „za loty bojowe nad nieprzyjacielem w czasie wojny 1918-1920”[9]